# Deinopis pardalis
Deinopis pardalis là một loài nhện trong họ Deinopidae.
Loài này thuộc chi Deinopis. Deinopis pardalis được miêu tả năm 1906 bởi Eugène Simon.